# Erasmo Augeri
Erasmo Augeri (Napoli, 12 febbraio 1939) è un rugbista a 15 italiano, di ruolo mediano di apertura.
Esordisce nel Partenope dove rimane sino al 1967 conquistando due titoli italiani. Passa poi alla CUS Napoli.
Nel massimo campionato italiano figura al 31º posto tra i più presenti (289 presenze).
In nazionale esordisce il 22 aprile 1962 nella sconfitta ottenuta contro la Francia. Raccoglie in tutto 4 presenze mettendo a segno una meta nell'incontro contro la Francia del 14 aprile 1963.

## Palmarès
- Campionati italiani: 2
Partenope: 1964-1965, 1965-1966